# Fest der sieben Fische
Das Fest der sieben Fische (italienisch Festa dei sette pesci, amerikanisches Englisch Feast of the Seven Fishes) ist eine italoamerikanische Feier des Heiligabends mit Gerichten aus Fisch und anderen Meeresfrüchten. Es handelt sich nicht um ein „Fest“ im Sinne von „Feiertag“, sondern um ein opulentes Mahl. Der Heiligabend ist ein Fast- oder Vigil-Tag, und die Fülle an Meeresfrüchten spiegelt die Einhaltung des Verzichts auf Fleisch bis zum Festtag selbst wider.

## Ursprünge und Tradition
Das Fest der sieben Fische besteht typischerweise aus sieben verschiedenen Meeresfrüchtegerichten. Die Tradition stammt aus Süditalien, wo sie als „La Vigilia“ bekannt ist, jedoch ohne Erwähnung der Zahl sieben. Diese Feier erinnert an die Vigil (Wachsamkeit) für die Geburt Jesu um Mitternacht. Die lange Tradition des Fischessens am Heiligabend geht auf die römisch-katholische Tradition zurück, am Vorabend eines Festtages auf Fleisch zu verzichten. Da an solchen Tagen kein Fleisch oder tierisches Fett verwendet werden durfte, aßen gläubige Katholiken stattdessen Fisch (typischerweise in Öl frittiert). Es ist unklar, wann oder wo der Begriff „Fest der sieben Fische“ populär wurde. Nick Vadala, der für die Philadelphia Inquirer schreibt, fand den ältesten Zeitungsartikel über das Fest aus dem Jahr 1983.
Das Mahl umfasst sieben oder mehr Fische, die als traditionell gelten. Der Begriff „sieben Fische“ als feste Konzeption oder Bezeichnung ist in Italien nicht bekannt. In einigen italienisch-amerikanischen Familien wird die Anzahl der Fischgerichte nicht gezählt. Ein bekanntes Gericht ist Baccalà (gesalzener Kabeljau). Im Laufe der Jahre wurden auch frittierte Gründlinge, Calamari und andere Arten von Meeresfrüchten in das Weihnachtsabendessen integriert.
Die Zahl sieben könnte ihren Ursprung in den sieben Sakramenten der katholischen Kirche, den sieben Hügeln von Rom oder einer anderen Quelle haben. Es gibt keine allgemeine Übereinstimmung über ihre genaue Bedeutung.

## Typisches Fest
Die Bestandteile des Festmahls können eine Kombination aus verschiedenen Meeresfrüchten wie Sardellen, Seehecht, Hummer, Sardinen, Baccalà (getrockneter gesalzener Kabeljau), Gründlingen, Aalen, Tintenfisch, Garnelen, Muscheln und Schnecken umfassen. Das Menü kann auch Pasta, Gemüse, Backwaren und Wein beinhalten.

### Beliebte Gerichte

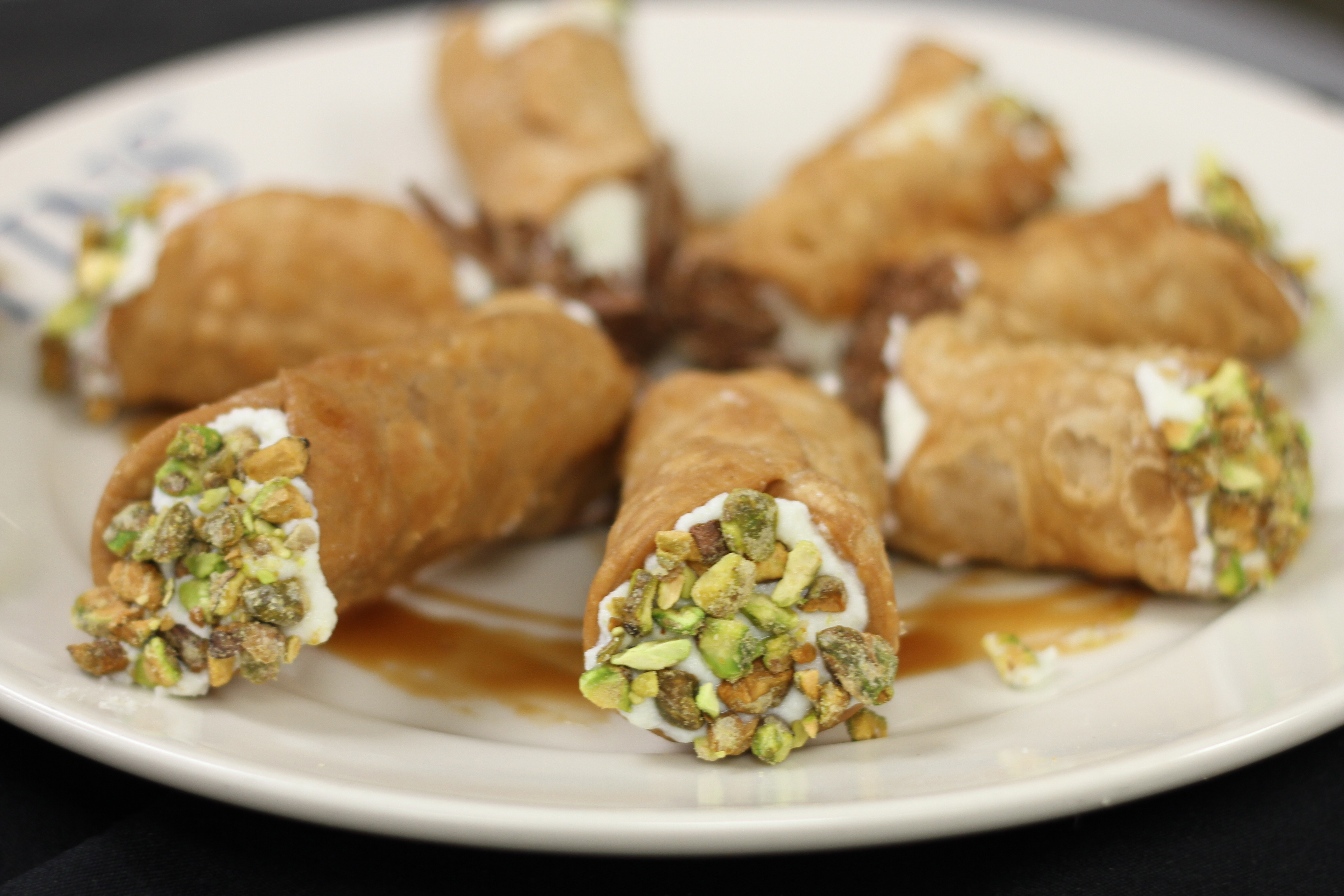
Cannoli, die beim Fest der sieben Fische serviert werden.

- Baccalà mit Pasta, als Salat oder frittiert
- Gebackener Kabeljau
- Clams casino
- Kabeljau-Fischbällchen in Tomatensauce
- Delfin
- Frittierte Calamari
- Frittierter Kabeljau
- Frittierter Fisch/Garnelen
- Frittierte Jakobsmuscheln
- Gebratene Gründlinge
- Insalata di mare (Meeresfrüchtesalat)
- Linguine mit Sardellen, Muscheln, Hummer, Thunfisch oder Krabbenfleisch
- Marinierter oder frittierter Aal
- Oktopussalat
- Austern-Shots
- Puttanesca mit Sardellen
- Scungilli-Salat
- Garnelen-Cocktail
- Gefüllte Calamari in Tomatensauce
- Gefüllte gebackene Hummer
- Gefüllte gebackene Quahogs
- Seehecht

## Popkultur
- Der Graphic Novel Feast of the Seven Fishes, geschrieben von Robert Tinnell (2005), wurde in einen Spielfilm gleichen Titels umgesetzt, der am 15. November 2019 veröffentlicht wurde und Skyler Gisondo sowie Madison Iseman in den Hauptrollen zeigt.[5]
- In der Show Iron Chef Showdown wurde das Fest der sieben Fische als geheime Zutat verwendet.[6]
- In The Bear: King of the Kitchen, Staffel 2, Episode 6, trifft sich die Familie Berzatto zu einem Fest der sieben Fische: eine traumatische, dysfunktionale Rückblende, in der sie sich unter anderem über die unklaren Ursprünge des Festes streiten — und wo ein Gast ein achtes Fischgericht mitbringt, das verworfen wird, weil es vermeintlich Unglück bringen könnte. Die Fische werden auch als abschließendes Gericht in The Bear serviert.[7]
- If You Give Me Seven Fishes, ein Lied geschrieben und aufgeführt von Tony Trov im Stil von Louis Prima, wurde 2023 auf Spotify, Apple Music und YouTube veröffentlicht.